# Sílvio de Andrade Abreu
Sílvio de Andrade Abreu (Juiz de Fora) foi um político brasileiro do estado de Minas Gerais. Foi deputado estadual em Minas Gerais no período 1951 a 1955 (2ª legislatura). Casado com Vera Jorge de Abreu, é pai do também deputado estadual e federal por Minas Gerais, Sílvio de Andrade Abreu Júnior.